# Cornelia Polit
Cornelia Polit, verheiratete Embacher, (* 18. Februar 1963 in Teutschenthal) ist eine ehemalige deutsche Schwimmerin, die für die DDR startete. Heute ist sie Schwimmtrainerin beim SV Halle/Saale.

## Sportliche Karriere
Im Laufe ihrer Schwimmkarriere wechselte Polit ihre Schwimmstilpräferenz. Zuerst war sie auf den Rücken- und dann auf den Schmetterlingsdistanzen erfolgreich.
Bereits 1978 war sie Doppeljugendeuropameisterin über die 100-Meter- und 200-Meter-Rückenstrecke. Ihre einzige Olympiamedaille, Silber über 200 Meter Rücken hinter Rica Reinisch, gewann sie bei den Olympischen Spielen 1980 in Moskau.
1981 wurde sie in Split Europameisterin über die 200 Meter Rücken und Vizeeuropameisterin über 100 Meter Rücken.
Nach einem für sie enttäuschend verlaufenen Jahr 1982 spezialisierte sie sich auf die Schmetterlingslage und wurde 1983 Europameisterin mit neuem Europarekord über 200 Meter Schmetterling und Vizeeuropameisterin über 100 Meter Schmetterling. 1980 erhielt sie den Vaterländischen Verdienstorden in Bronze.

## Berufliche Karriere
Polit schloss 1984 ihre Ausbildung als Erziehern mit Lehrbefähigung für Sport und Werken ab. Bis zur Deutschen Wiedervereinigung arbeitete sie als Schwimmlehrerin. Seit 1990 ist Cornelia Polit als Schwimmtrainerin (mit B-Lizenz) und Aqua-Fitness-Trainer im SV Halle tätig. Seit 1999 leitet sie den Landesstützpunkt Schwimmen.
Aus ihrer Trainingsgruppe waren Susann Reinhardt, Theresa Michalak, Melanie Radicke und Julia Willers Teil der deutschen Nachwuchsnationalmannschaft bei Jugendeuropameisterschaften und dem Europäischen Olympischen Jugendfestival (EYOF).

## Privates
Von 1974 bis 1982 besuchte sie die Kinder- und Jugendsportschule „Friedrich Engels“ in Halle/Saale ab.
Cornelia Polit heiratete den DDR-Schwimmer Frank Embacher. Gemeinsam haben sie einen Sohn, Toni Embacher, der ebenfalls im deutschen Schwimmsport sehr erfolgreich war.

## Auszeichnungen
- 2010: Trainerpreis (Beste Nachwuchstrainerin) des Landessportbund Sachsen-Anhalt[6]